# 24201 Davidkeith
24201 Davidkeith là một tiểu hành tinh vành đai chính với chu kỳ quỹ đạo là 1316.8141438 ngày (3.61 năm).
Nó được phát hiện ngày 7 tháng 12 năm 1999.